# Mazar-e-Qaid

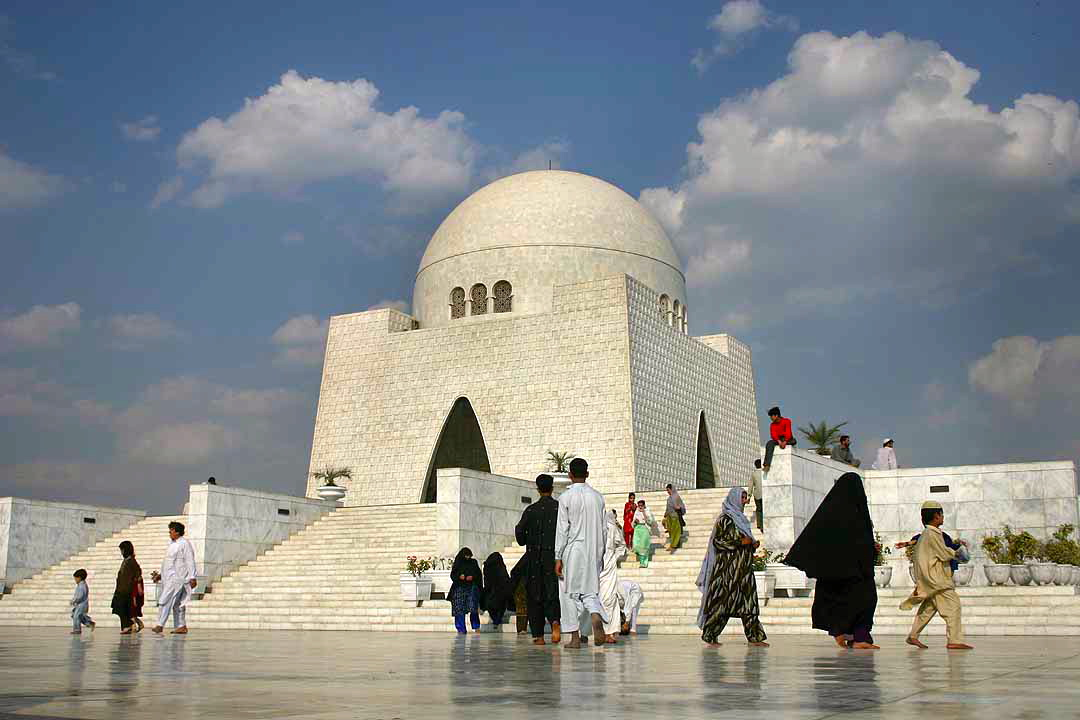
Mazar-e-Qaid, a Karachi

Mazar-e-Qaid (urdú: مزار قائد), Mausoleu Jinnah o Mausoleu Nacional és la tomba (Mazar) del fundador del Pakistan, Muhammad Ali Jinnah; es troba a Karachi, Pakistan, i n'és un dels monuments més importants. El mausoleu fou construït en la dècada dels 1960 i és al bell mig de la ciutat.
La zona del mausoleu usualment és tranquil·la, la qual cosa és significativa perquè es troba al centre d'una de les majors megalòpolis del món. A la nit, es pot veure a quilòmetres de distància. A part de Jinnah, hi ha soterrats Fatima Jinnah, sa germana, i Liaqat Ali Khan, primer ministre del Pakistan. En ocasions especials, s'hi fan cerimònies oficials, com ara el 23 de març (Dia del Pakistan), el 14 d'agost (Dia de la Independència), l'11 de setembre (Aniversari de la mort de Jinnah) i el 25 de desembre (Aniversari del naixement Jinnah). Durant les visites oficials, els governants d'estats estrangers visiten el mausoleu.

## Arquitectura
El mausoleu, el dissenyà l'arquitecte Yahya Merchant, de Bombai. És fet de marbre blanc amb arcs corbats àrabs i reixes de coure, i és en una plataforma elevada de 54 m. El mausoleu és en un parc de 53 hectàrees i té una planta quadrada de 75 x 75 m i 43 m d'alçada, construït sobre una plataforma de quatre metres. En cada costat hi ha una entrada. Quinze fonts contigües condueixen a la plataforma des d'un costat i en tots els costats hi ha avingudes esglaonades que en duen fins a les portes. Dins el santuari hi ha un canelobre de vidre verd, obsequi del poble xinés. Al voltant del mausoleu hi ha un parc amb focus que a la nit il·luminen el mausoleu blanc. Dins el conjunt, hi ha tres tombes en una filera i una altra al nord. La del nord, decorada amb flors negres a la base, pertany a Fatima Jinnah, germana de Jinnah. De les altres tres, la de més al nord és de Liaqat Ali Khan. La tomba més al sud és de Sardar Abdur Rab Nishtar. En la del mig és enterrat Nurul Amin, que fou vicepresident del Pakistan. Totes les tombes són fetes amb marbre blanc italià, de tipus caixa, com el sarcòfag de Jinnah, situat en una base triple. Però els costats d'aquestes tombes s'inclinen cap a dins, mentre que la de Jinnah s'inclina cap a fora. Totes les tombes són llises, menys la de Mohtarma Fatima Janna, que té una decoració floral.(2)

## Galeria d'imatges

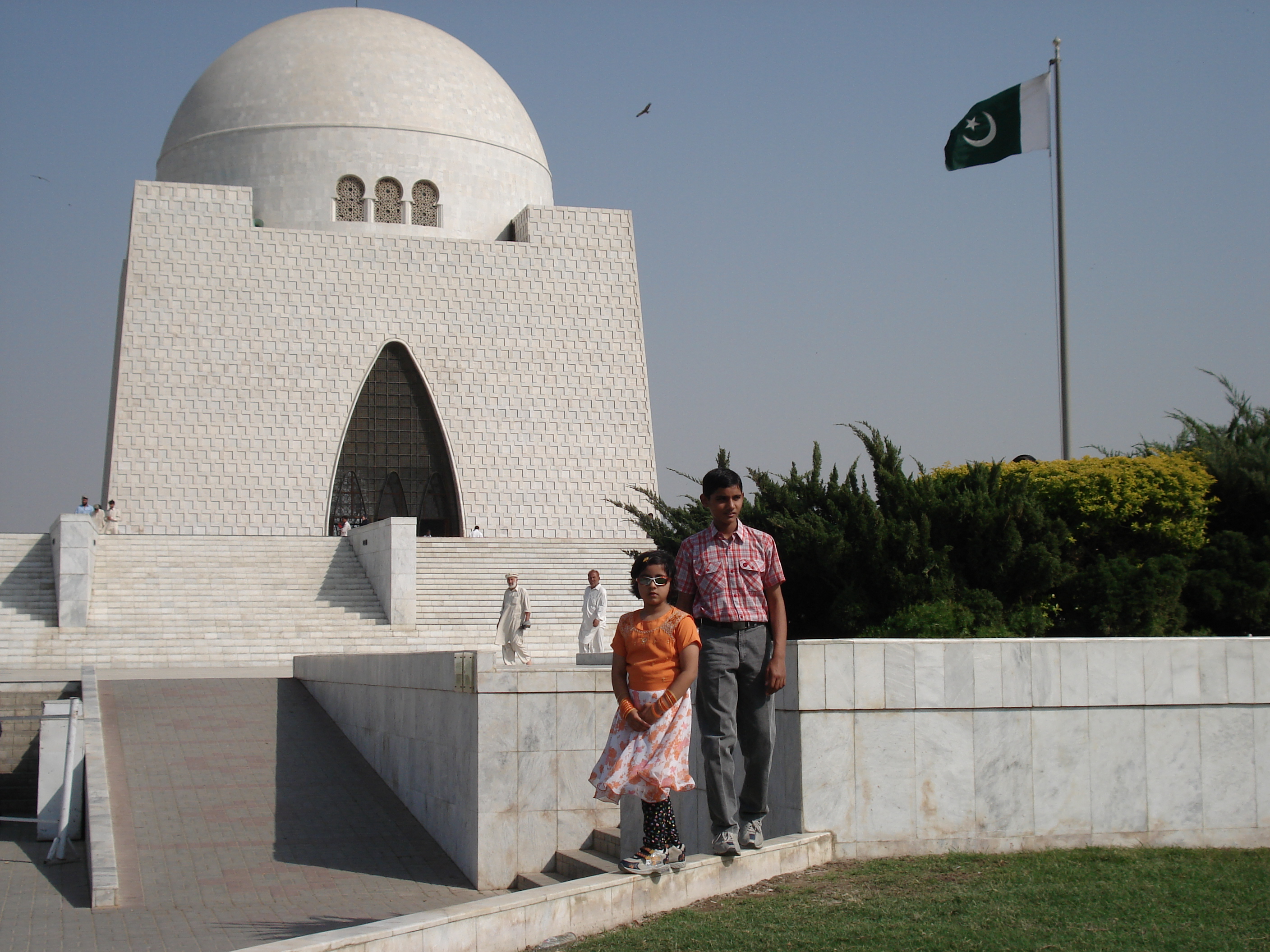
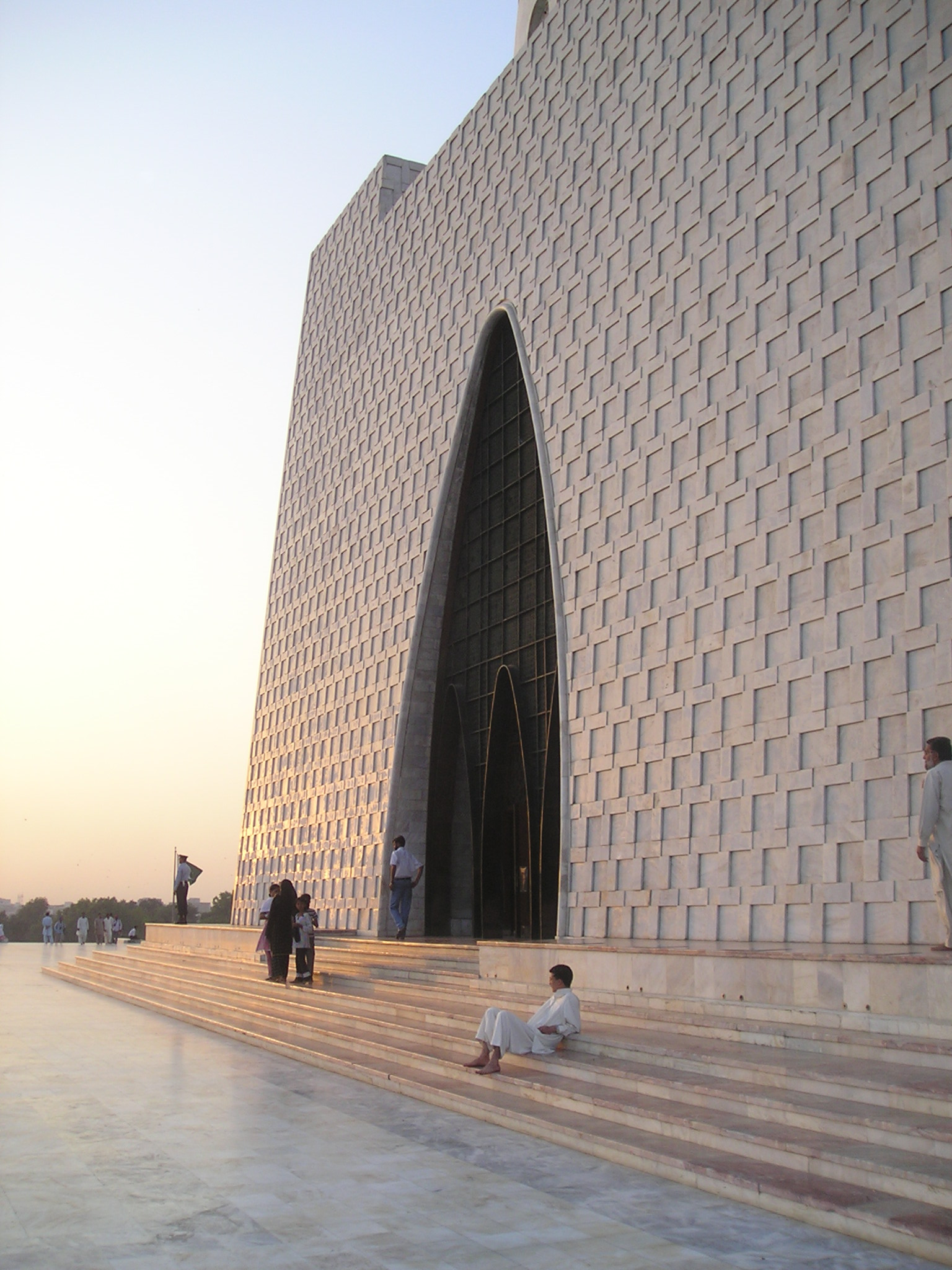
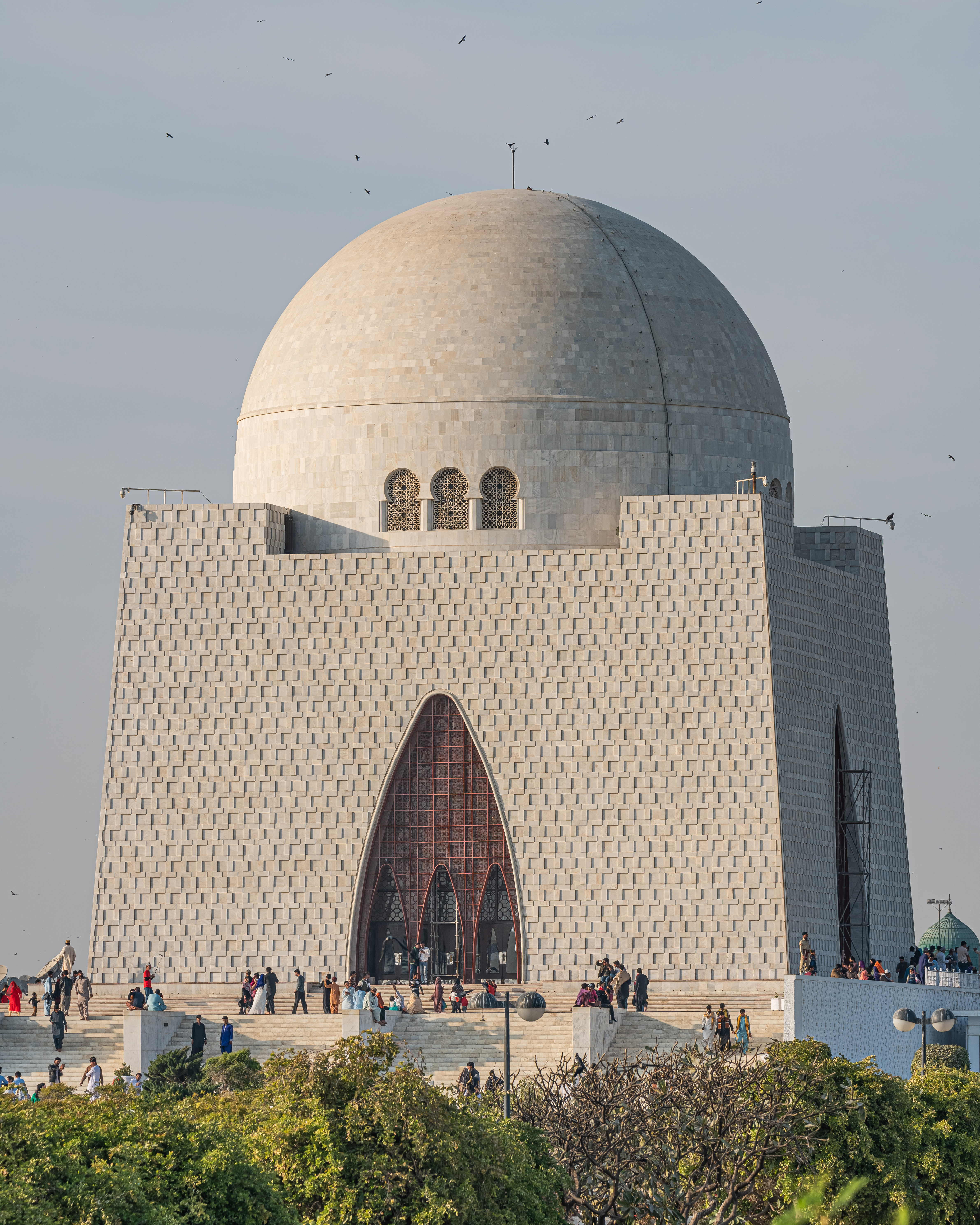